# Vasyl Hryhorovych Krychevsky
Vasyl Hryhorovych Krychevsky (tiếng Ukraina: Василь Григорович Кричевський; 12 tháng 1 năm 1873 – 15 tháng 11 năm 1952) là một  họa sĩ, kiến trúc sư, học giả nghệ thuật, họa sĩ đồ họa, cố vấn nghệ thuật phim, nhà sư phạm và bậc thầy về nghệ thuật ứng dụng và nghệ thuật trang trí người Ukraina. Ông là người thiết kế quốc huy, con dấu nhà nước và tiền giấy Ukraina phiên bản năm 1918. Ông là anh trai của họa sĩ người Ukraina Fedir Krychevsky.

## Tiểu sử

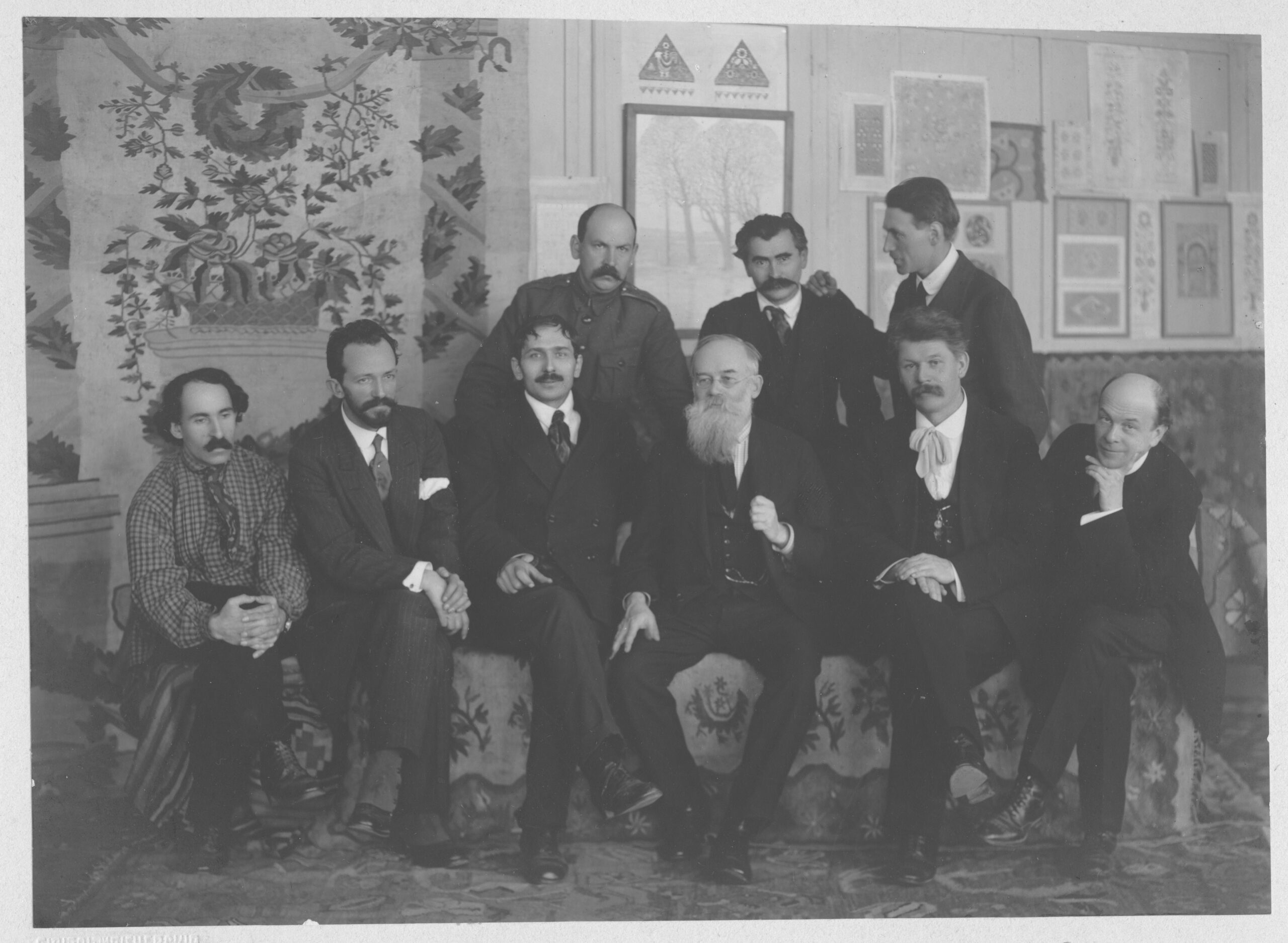
Các nhà sáng lập Học viện Nghệ thuật Ukraina, 1917. Từ bên trái, đang ngồi: Abram Manevich, Oleksandr Murashko, Fedir Krychevsky, Mykhailo Hrushevsky, Ivan Steshenko, Mykola Burachek, đang đứng: Heorhiy Narbut, Vasyl Krychevsky, Mykhailo Boychuk.

Vasyl Krychevsky sinh ra tại làng Vorozhba, gần Lebedyn, trong một gia đình có tám người con, trong đó ông là con cả. Cha của ông, Hryhoriy Yakymovych Krychevsky, là một bác sĩ gốc Do Thái đã cải sang Chính thống giáo và kết hôn với một phụ nữ Ukraina là Praskovia Hryhorivna.
Krychevsky ít được học hành chính quy nhưng lại có hứng thú sâu sắc với văn hóa dân gian và lịch sử nghệ thuật Ukraina.
Năm 1912-1913, ông quản lý các xưởng dệt thảm của nhà Khanenko ở làng Gelenivtsi, huyện Vasylkiv, tỉnh Kyiv và một trường dạy làm gốm ở Myrhorod. Theo đơn đặt hàng của nhà hảo tâm nổi tiếng và triệu phú Bohdan Khanenko, Vasyl Krychevskyi đã thực hiện các bản thiết kế (phác thảo) thảm với chủ đề nghệ thuật dân gian Ukraina. Xưởng dệt ở Helenivtsi đã dệt những chiếc thảm đó cho vợ chồng nhà Khanenko.
Năm 1917, ông trở thành một trong những người sáng lập Học viện Nghệ thuật Ukraina.
Trong nhiều năm, ông đã sưu tầm các đồ vật nghệ thuật dân gian Ukraina và với tư cách là một chuyên gia sâu sắc về dân tộc học Ukraina, ông đã tạo dựng được một trong những bộ sưu tập phong phú nhất về chủng loại này ở Ukraina. Đáng tiếc, bộ sưu tập của Vasyl Krychevsky, được đặt trong ngôi nhà của Mykhailo Hrushevsky, đã bị thiêu rụi trong cuộc pháo kích của những người Bolshevik năm 1918.
Vào những năm 1920, ông giảng dạy tại Học viện Nghệ thuật Tạo hình Kyiv, Học viện Kiến trúc Kyiv. Trong số các sinh viên của ông có Joseph Karakis, người đã học hỏi "Nội thất của các tòa nhà dân cư và công cộng" cũng như các kỹ thuật vẽ tranh từ Krychevsky. Sau đó, ông giảng dạy tại Trường Nghệ thuật Odessa và làm việc tại khoa kiến trúc của Viện Nghệ thuật Nhà nước Kiev cho đến năm 1941.
Krychevsky chuyển đến Lviv vào năm 1943, tại đây ông được bổ nhiệm làm hiệu trưởng của một trường nghệ thuật mới của Ukraina, sau này trở thành Học viện Nghệ thuật Quốc gia Lviv. Sau Thế chiến II, ông sống một thời gian ngắn ở Paris trước khi di cư đến Nam Mỹ vào năm 1948. Ông mất tại Caracas, thủ đô của Venezuela vào ngày 15 tháng 11 năm 1952.

## Sự nghiệp nghệ thuật
Krychevsky lần đầu tiên được công chúng biết đến vào năm 1903 khi ông giành chiến thắng trong cuộc thi kiến trúc xây dựng Tòa nhà Zemstvo tại Poltava (nay là Bảo tàng Nghiên cứu Khu vực Poltava). Thiết kế tòa nhà của ông dựa trên truyền thống kiến trúc dân gian Ukraina.
Là một họa sĩ, ông đã vẽ tổng cộng khoảng 3000 bức tranh, bản vẽ, thiết kế trang trí, bìa sách. Tác phẩm của ông chịu ảnh hưởng của trường phái ấn tượng Pháp.
Theo yêu cầu của Tổng thống Mykhailo Hrushevsky, Krychevsky đã thiết kế biểu tượng nhà nước và con dấu của Cộng hòa Nhân dân Ukraina cũng như tiền giấy của nhà nước Cộng hòa. Krychevsky là một nhà sưu tập và nghiên cứu nghệ thuật dân gian Ukraina, và đã quảng bá nghề thủ công này trong dân thường.
Từ năm 1907 đến năm 1910, Krychevsky đã thiết kế bối cảnh và trang phục cho hơn 15 vở kịch và vở opera bao gồm Bohdan Khmelnytsky của Mykhailo Starytsky và Cô dâu bị bán đi của Bedřich Smetana. Từ năm 1917 đến năm 18, ông làm việc tại Nhà hát Quốc gia Ukraina.
Trong một số dự án, Krychevsky đã hợp tác với một kiến trúc sư người Ukraina khác là Petro Kostyrko, người đã thực hiện tái thiết tòa nhà Hành chính Tỉnh Poltava cũ vào năm 1960. Một số tác phẩm của ông có mặt ở nước ngoài, trong đó bộ tác phẩm lớn nhất của ông hiện đang ở Bảo tàng Ukraina ở New York.

## Tác phẩm

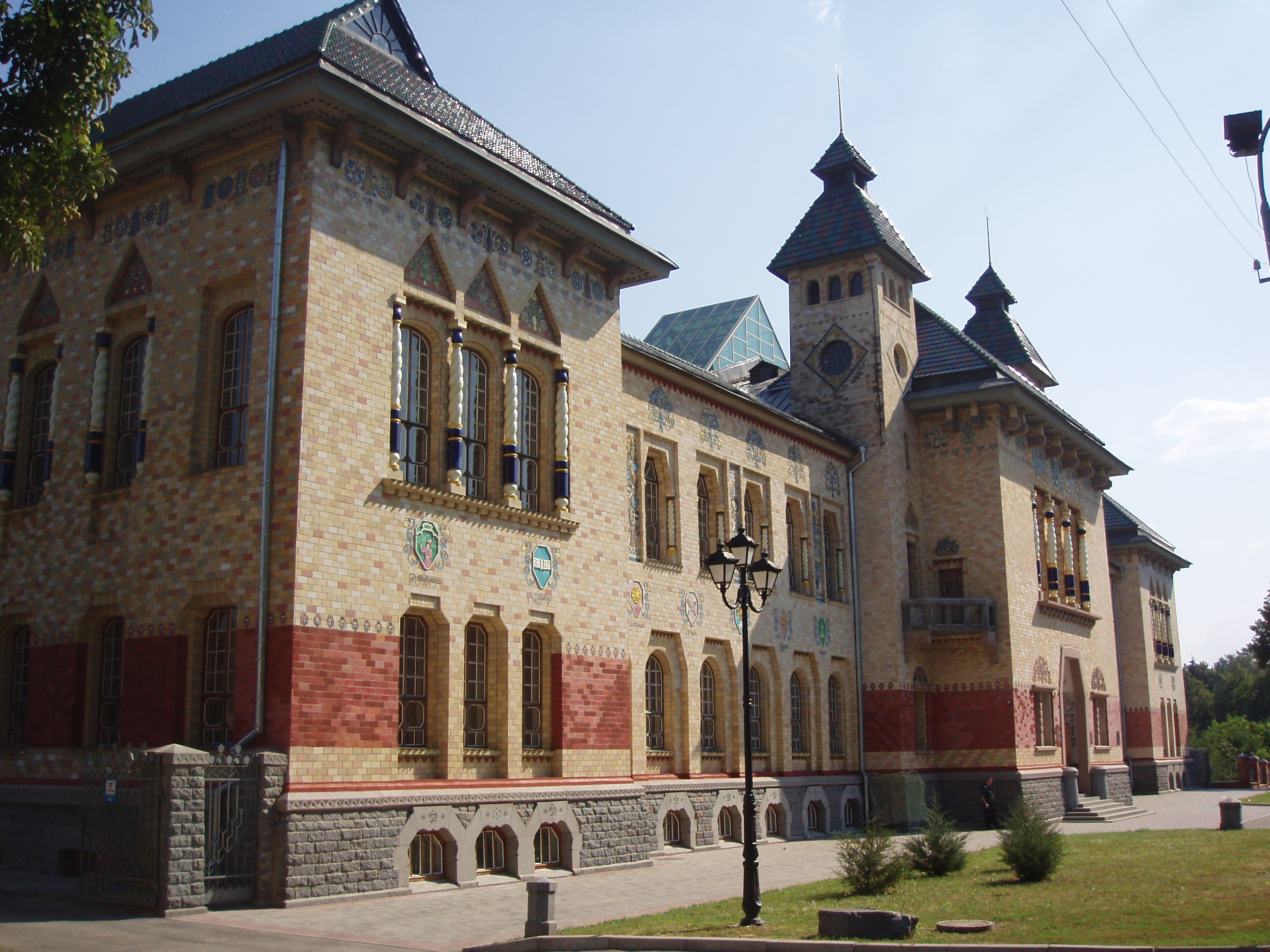
Tòa thị chính tỉnh Poltava, 1903
Quốc huy Ukraina, 1917
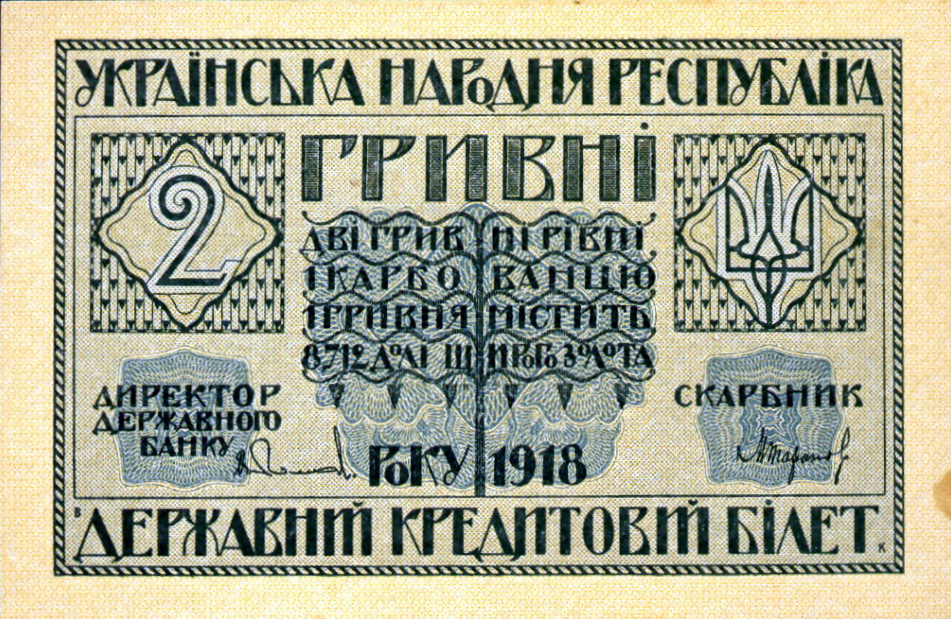
Hai tờ tiền giấy hryvnia, 1918
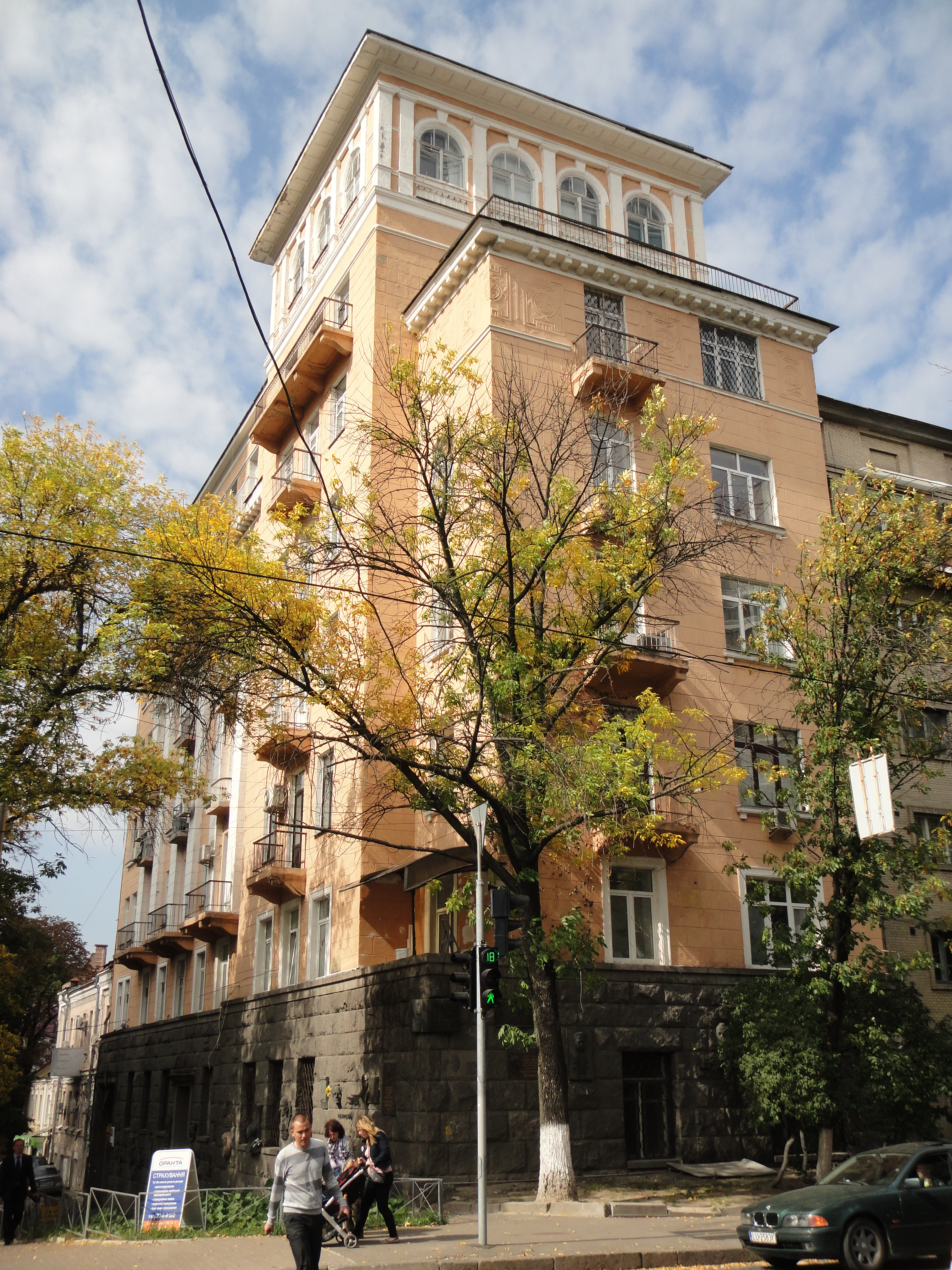
Tòa nhà nhà văn Rolit, cùng với Petro Kostyrko
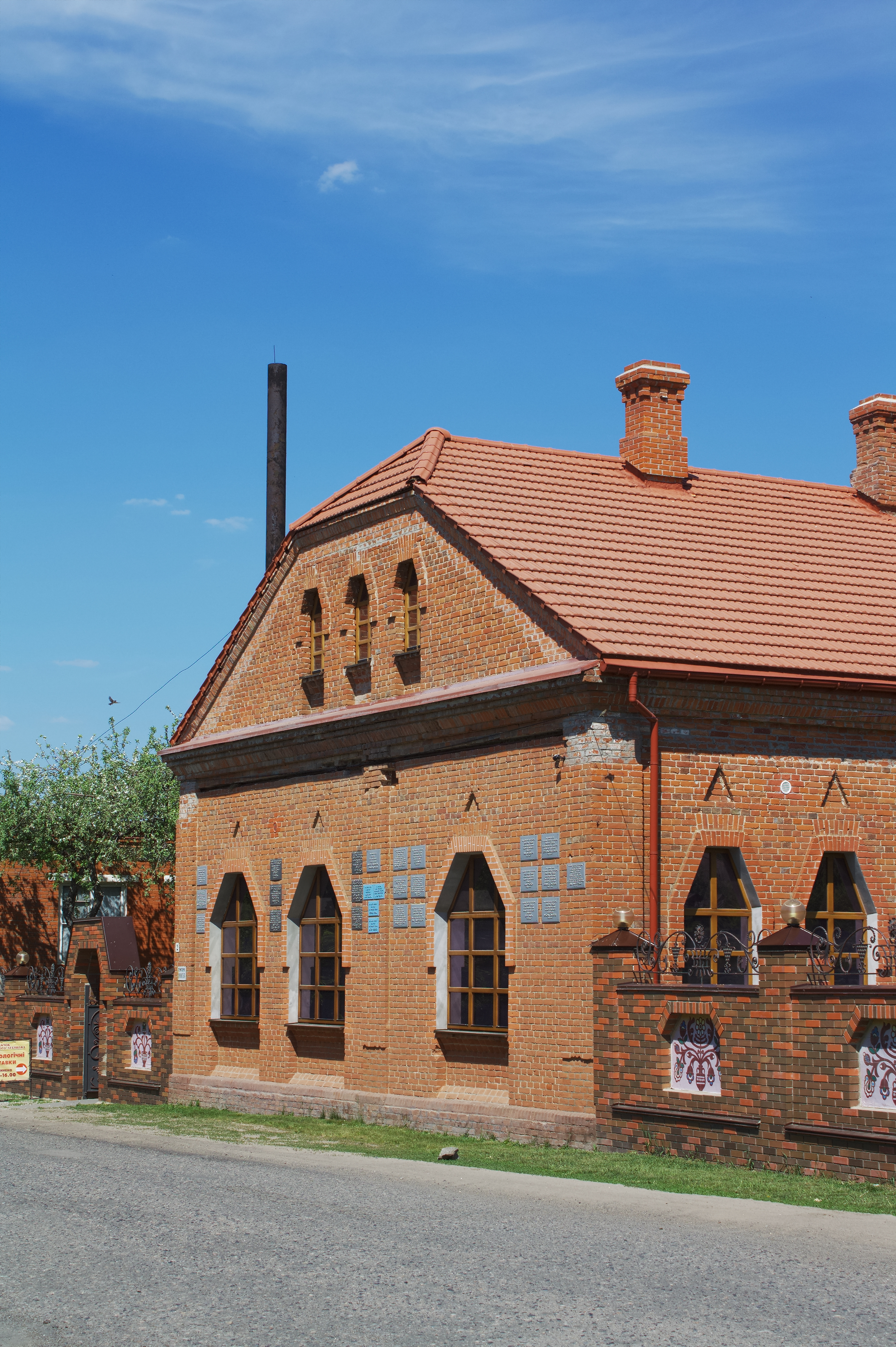
Trung tâm triển lãm và huấn luyện nghề làm gốm (Poltava), 1916
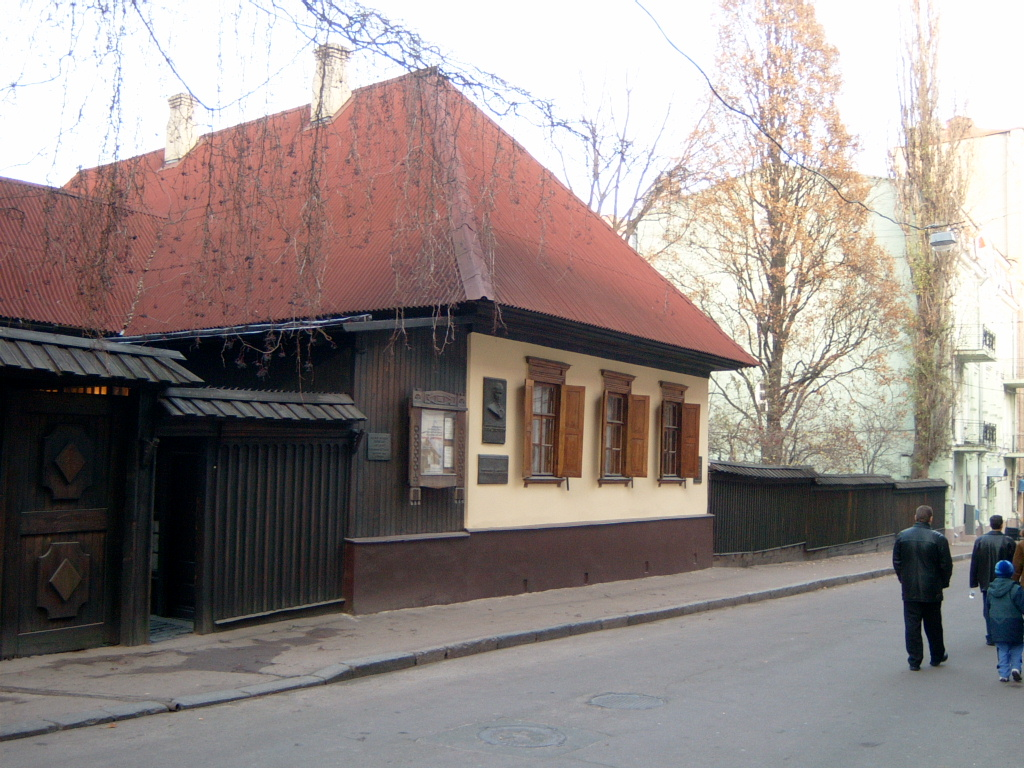
Bảo tàng Shevchenko, 1928
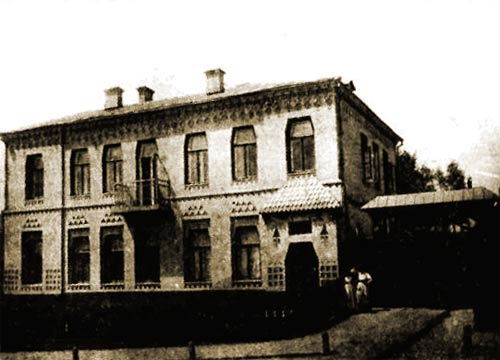
Tòa nhà Shchitkivsky, 1908
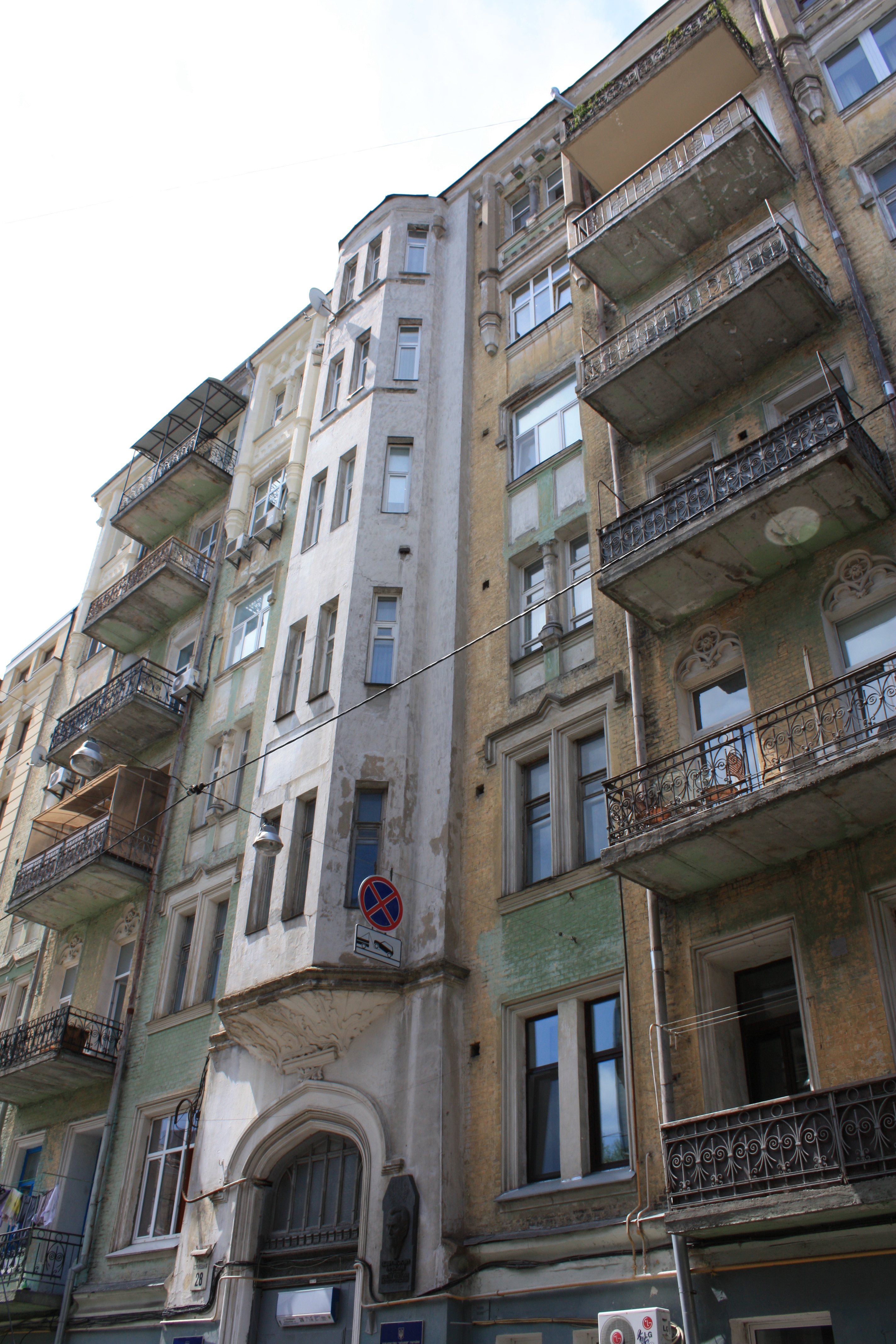
Tòa nhà Kyiv